# Upplands runinskrifter 79
Runinskrift U 79 är en runsten som står ovanpå en vikingatida gravhög strax öster om infarten till Hässelby slott i Hässelby och Spånga socken i Uppland. Stenen som flyttades dit på 1860-talet har ursprungligen stått nedanför Skesta backe cirka tre kilometer nordost om slottet.

## Stenen
Stenen har ett triangulärt tvärsnitt och är ristad på två sidor. Den är cirka två meter hög och cirka 80 centimeter vid basen med en tjocklek av 30 till 50 centimeter. Den är monterad på ett postament bestående av fyra stenar sammanhållna med järndubbar. Stenens tillkomst dateras mellan 1050 och 1080 och den ristades av Ärnfast. Ornamentalt är stenen utsmyckad med kors och djurmotiv och den anses vara ett av Ärnfast främsta arbeten.
När bankiren Carl Gustaf Cervin ägde Hässelby gård mellan 1856 och 1876 lät han flytta hit stenen från dess ursprungliga plats vid Skesta, för han ville med denna påminna om gårdens långa historik och samtidigt enligt tidens nationalromantiska ideal pryda sin park. Han lär ha flyttat stenen utan tillstånd och mot skestabornas vilja. Även placeringen ovanpå en vikingagrav saknar en historisk grund.

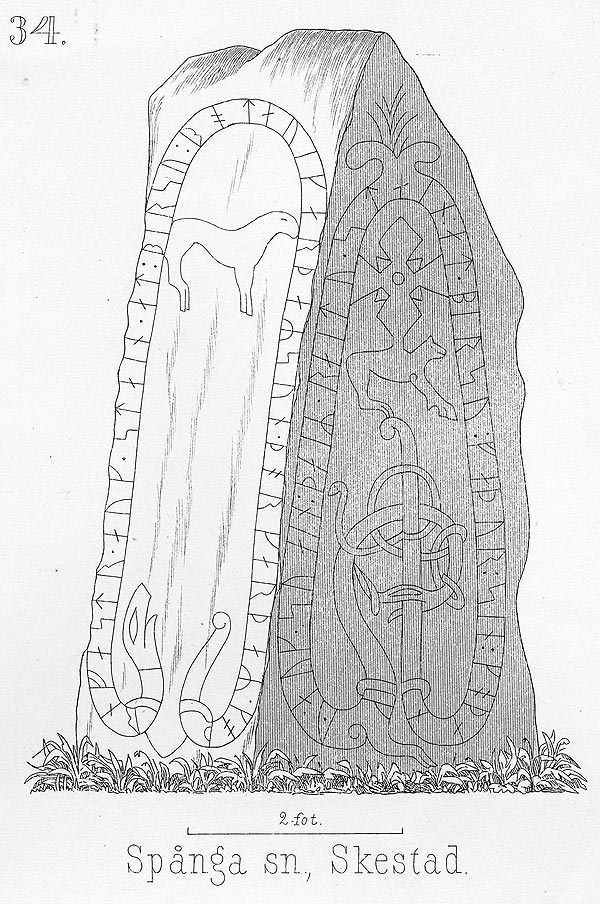
Runsten U 79. Avritning av Richard Dybeck.

## Inskriften
Runsvenska: ky : auk : suain : þaiR : raitu : stain : at birsu : faþur : sin : kuþiR : ernfastr : iuk : stain : at : birsu : botba : uikerþaR : sun : þorkirþaR : koth
Nusvenska: Gy och Sven de reste stenen efter Bärsa, sin gode fader. Ärnfast högg stenen efter Bärsa, Vigärds make, Torgärds gode son.

## Detaljer

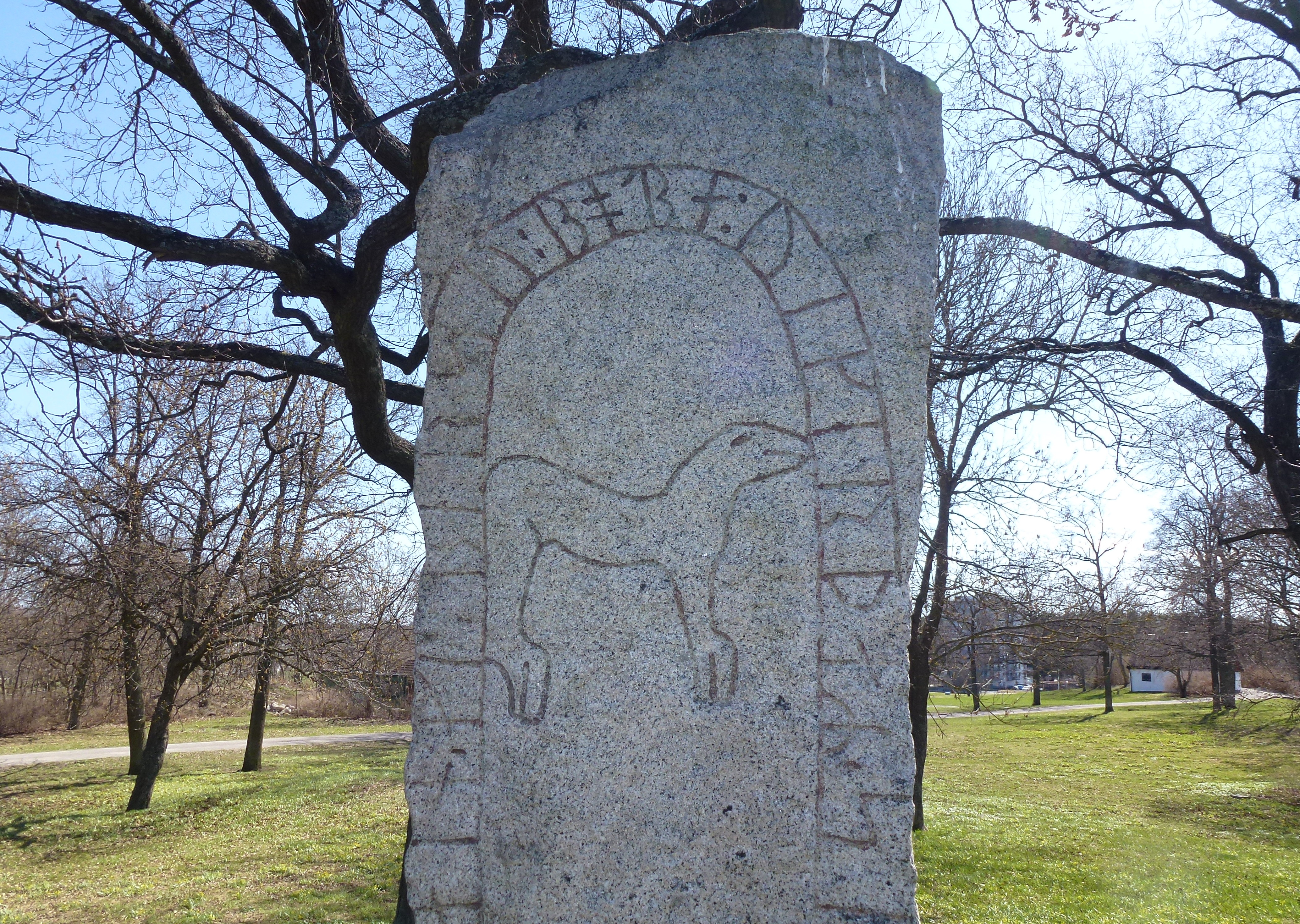
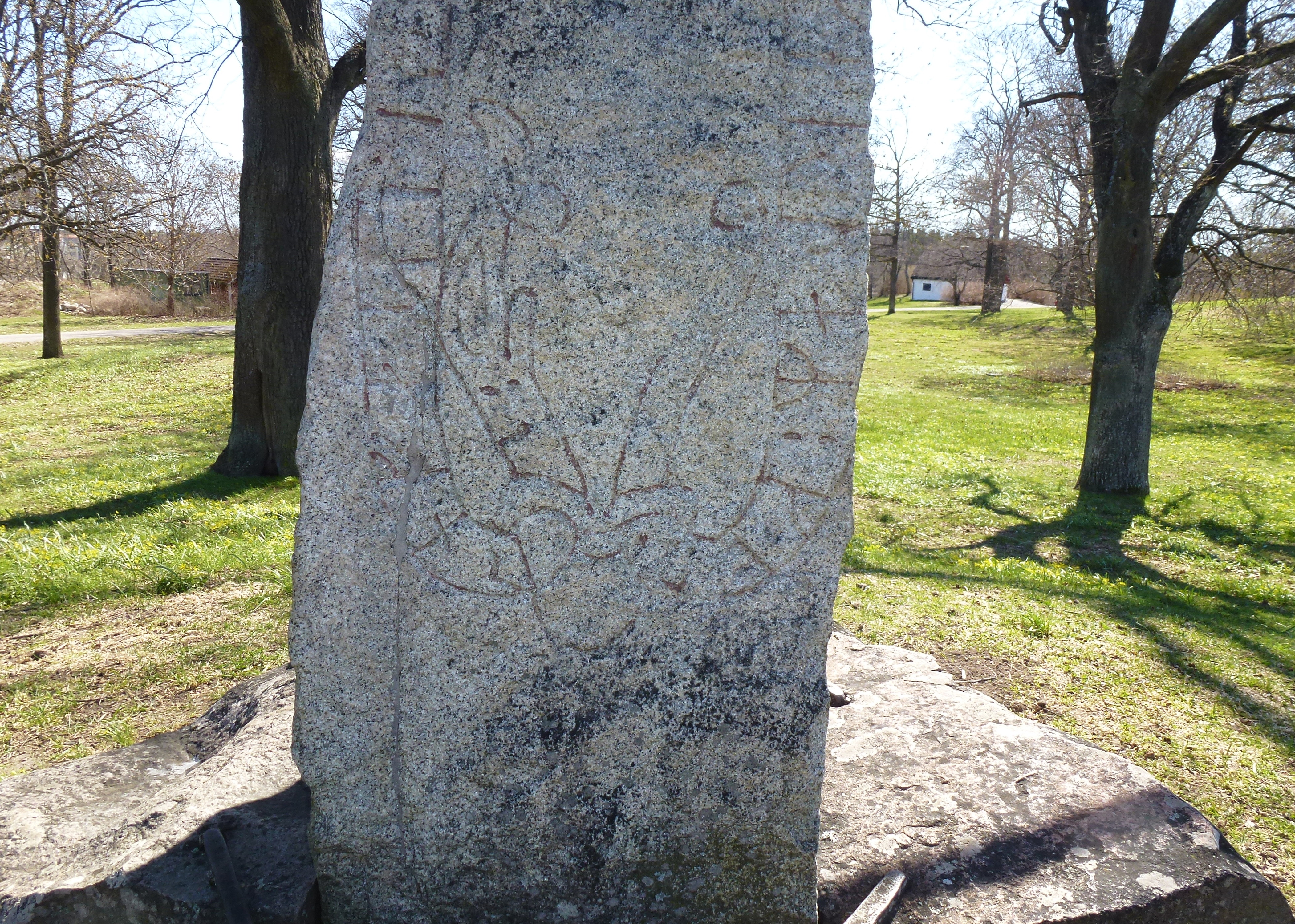
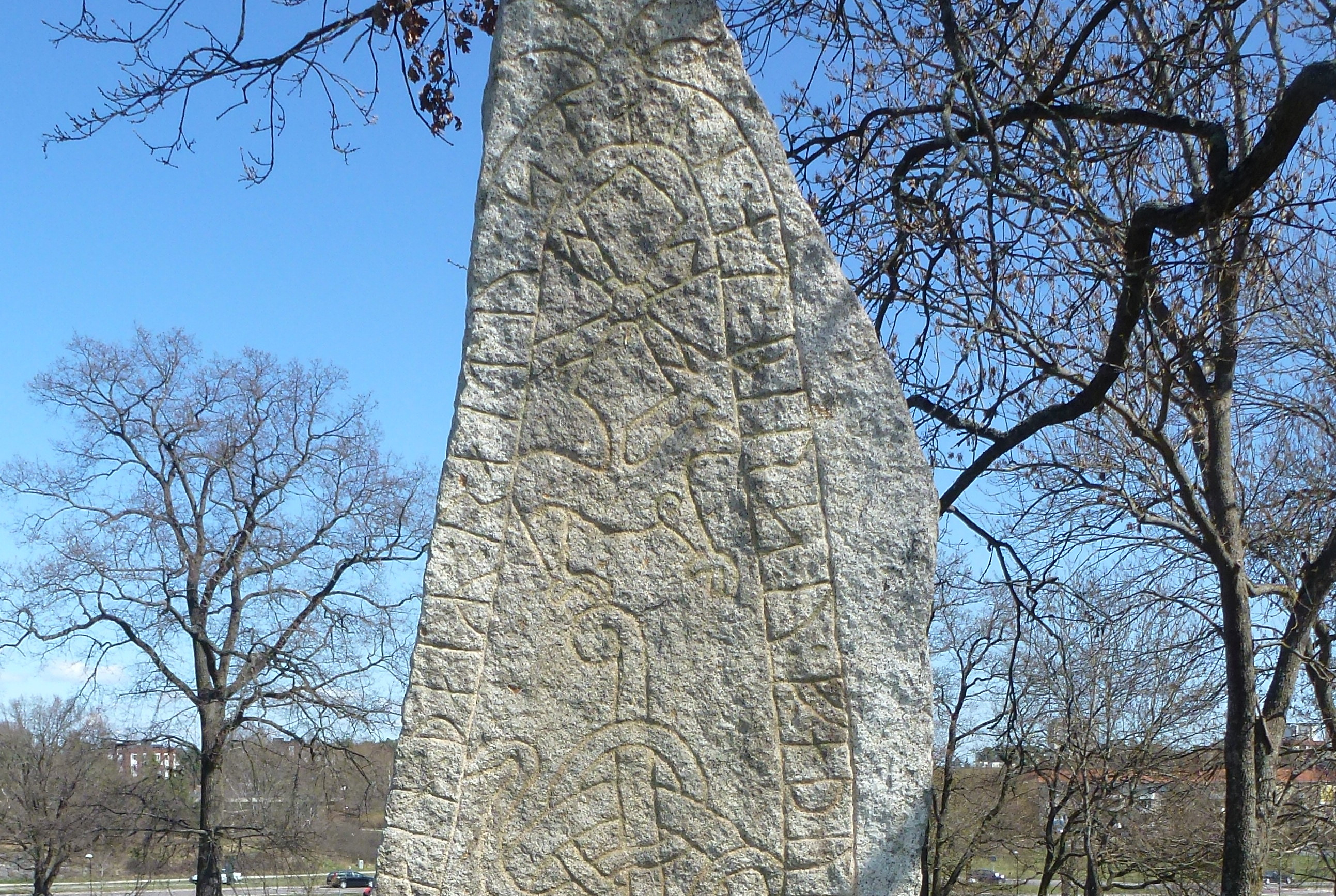